# 開陽台

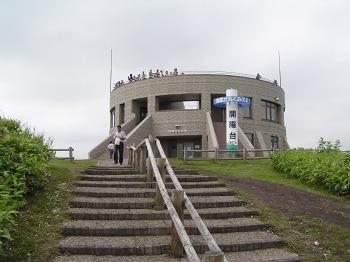
開陽台と展望台

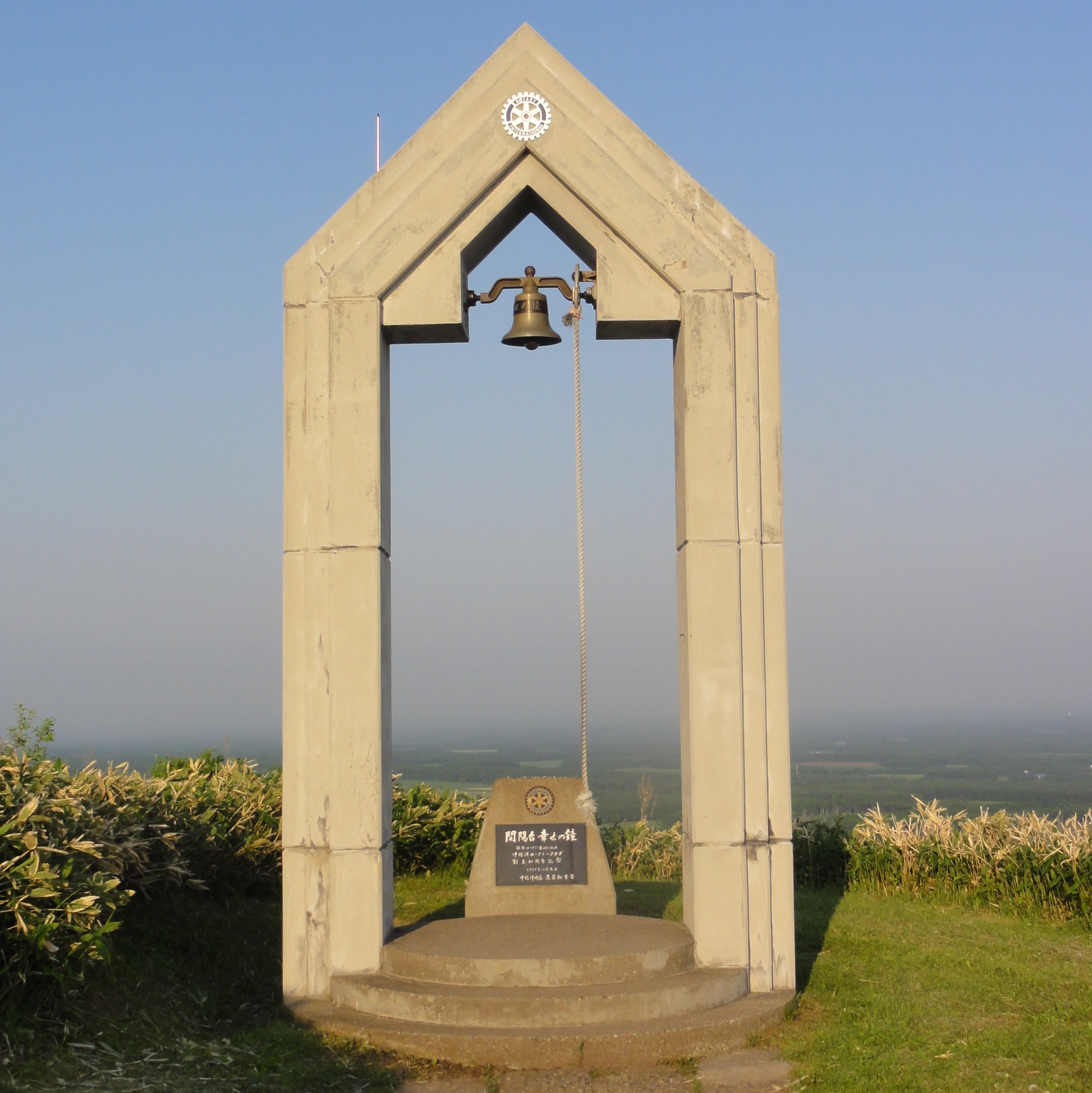
幸せの鐘

開陽台（かいようだい）は、北海道標津郡中標津町開陽にある丘であり、展望台がある名所となっている。

## 概要
標高271 mの小高い丘で、1929（昭和4年）から放牧地として使われていたが、1960年（昭和35年）にスキー場、翌1961年（昭和36年）に中標津中継局が設置された。
周囲に視界を遮るものがないので地平線が丸く見える。晴れた日には野付半島や国後島まで望めることがある。地球の丸さを感じられる視界を、近くにある武佐岳（標高1005 m）が少し妨げているところから、「330度の視界」をうたっているが、展望台からの視界という点においては360度見渡すことが出来る。
付近には北海道遺産の一つである根釧台地の格子状防風林がある。また、1982年に発表された佐々木譲のツーリング小説「振り返れば地平線」に登場した事などから、1980年代以降は北海道ツーリングライダーの聖地としてライダーの間では広く知られる。
旧展望台は「カメハウス」と呼ばれライダー達から愛されていた。1995年に新しくなった現在の展望台は2階建てで入場無料。1階には「ハイジーの家」という軽食・土産物の店が入っており、店主の通称「かあさん」はライダー達から愛されていたが、2006年10月末を以って閉店、2007年春からは「ハイジーの家」にも商品を提供していた町内のジェラートショップ「リスの森」が店を構えている。

### 名称の由来
もともとこの丘は住民により「武佐台」と呼ばれていたが、正式な地名がないこと、武佐地区ではなく開陽地区に所在するのに武佐台ではそぐわない、として、1962年（昭和37年）2月11日の第3回町民スキー大会において所在地名の「開陽」より当時の町長が命名した。
なお、「開陽」の地名は1918年（大正7年）に同地に学校ができる際、地名が無かったことから「陽に向け発展する。太陽のごとく拓け隆々発展する」との意で地元住民が相談し名づけられた。

## テレビ・ラジオ中継局
1977年10月までは全局が当地より放送を行っていたが、そのうち、NHK釧路放送局の総合テレビと教育テレビ・北海道放送（HBC）・北海道文化放送（UHB）が隣町となる標津町の川北にある妹羅山（しゅらやま）に移転。そのため、地上デジタル放送（地デジ）へ完全移行する2011年7月24日まで、NHK釧路放送局のFM放送・札幌テレビ放送（STV）・北海道テレビ放送（HTB）の中継局が残っていた。なお、同日をもって地デジに完全移行したため、現在はNHK釧路放送局のFM放送だけが残っている。詳細については、中標津中継局を参照。

## アクセス
- 中標津空港から車で15分。